# Pitcairnia sastrei
Pitcairnia sastrei är en gräsväxtart som beskrevs av Lyman Bradford Smith och Robert William Read. Pitcairnia sastrei ingår i släktet Pitcairnia och familjen Bromeliaceae. Inga underarter finns listade i Catalogue of Life.